# Christian Lorenz
Christian "Flake" Lorenz (Berlin, 16. studenog 1966.) je njemački glazbenik, poznat kao klavijaturist njemačkog industrial metal-sastava Rammstein.